# Бокарев, Александр Петрович
Александр Петрович Бокарев (укр. Олександр Петрович Бокарєв; род. 5 апреля 1969, Кривой Рог, Днепропетровская область) — советский и украинский футболист, вратарь.

## Игровая карьера
Воспитанник ДЮСШ «Кривбасс» (Кривой Рог). Первый тренер — К. Яшкин. В 1987 году сыграл один матч в составе криворожской команды. После окончания воинской службы в 1991 продолжил карьеру в команде «Кремень» (Кременчуг). Далее защищал ворота любительских коллективов. В период с 1993 по 1996 года играл в первой лиге чемпионата Украины в командах «Эвис», СК Одесса и «Полиграфтехника».
Сезон 1997 провёл в саратовском «Соколе», но матчей за команду не сыграл. По окончании чемпионата России-97 был выставлен на трансфер. В период межсезонья тренировался в составе криворожского «Кривбасса», однако незадолго до возобновления чемпионата Украины тренеры команды решили прибегнуть к услугам более опытного Валерия Городова из воронежского «Факела». У Бокарева был вариант продолжения футбольной карьеры в Китае, однако он им не воспользовался.
Карьеру продолжил в Казахстане. Сезон 1998 года провёл в клубе первой лиги «Томирис», где был замечен селекционерами команды «Аксесс-Есиль», завоевавшей по итогам турнира место в высшем дивизионе. Возвращение петропавловского клуба в высшую лигу после семилетнего перерыва выдалось триумфальным. Борьба за «золото» с «Иртышом-Бастау» завершилась лишь за три тура до окончания чемпионата, когда «Аксесс-Есиль» неожиданно проиграл кызылординскому «Кайсару-Hurricane» 1:2. «Аксесс-Есиль» получил серебряные медали. Во время зимнего межсезонья Бокарев проходил просмотр в одесском «Черноморце», но договор заключен не был. Вратарь вернулся в «Аксесс-Есиль», сменивший название на «Аксесс-Голден-Грейн». В сезоне 2000 года петропавловцы вновь стали вторыми, уступив в «золотом матче» команде «Женис» (Астана).
Следующей зимой Бокарев проходит сборы с тираспольским «Шерифом» и на этот раз заключает контракт. За два неполных сезона в Молдавии футболист дважды становится чемпионом страны (2000/01, 2001/02) и один раз обладателем Кубка (2000/01).
В 2002 году вернулся на Украину. Продолжил карьеру в любительской команде КЗЭСО (Каховка), с которой стал победителем первенства области (2002) и назывался лучшим вратарём области сезона 2002 года.
В 2003 году вернулся в Кривой Рог. В составе «Кривбасса» в качестве резервного вратаря провёл полтора сезона, но на поле не выходил. После завершения активной игровой карьеры стал вратарём ветеранской команды «Горняк-Ветеран» (Кривой Рог). Становился чемпионом области среди ветеранов, финалистом Кубка Украины среди ветеранов (35+).

## Достижения
«Шериф»
- Победитель чемпионата Молдавии (2): 2000/01, 2001/02
- Обладатель Кубка Молдавии: 2000/01

«Аксесс-Есиль» / «Аксесс-Голден-Грейн»
- Серебряный призёр чемпионата Казахстана (2): 1999, 2000
- Финалист Кубка Казахстана: 2000